# 混一色
混一色（ホンイーソー）とは、麻雀における役のひとつ。萬子、索子、筒子のうち一種と、字牌だけで和了ると成立する。門前3翻、食い下がり2翻。ホンイツあるいはホンイチとも呼ばれる。

## 概要
役牌やドラ、対々和との複合が容易で、満貫以上の大物手になりやすい中堅どころの役と言える。門前の混一色は「メンホン」あるいは「タテホン」と呼ばれ、立直との複合も少なからず見られる。逆に役牌もドラもなく、副露を多用して作ったホンイツのみ2翻の手は苦労のわりに点数が安く、「バカホン」と呼ばれあまり狙わない方がいいとされる。
一つの色のみで手を作るため、捨牌に偏りができてしまい、染め手であることを見破られやすい。とはいえ両門以上の良形テンパイになることも多く、字牌とのシャンポン待ちに構えることもできる、使い勝手の良い役であると言える。多くの役と複合可能な役であり、得点力があるため、点棒状況や配牌如何で意図的に狙うことも多い。
混一色の上位役は清一色であるが、ホンイツ自体が既に充分形であるため、ホンイツからチンイツへ移行することはあまりない。また、チンイツやホンイツを「一色手」「染め手」と言い、これらを狙って手作りすることを「染める」と言う。なお、 を刻子もしくは雀頭とし、残りの面子を      のいずれかで作った混一色は、混一色ではなく緑一色という別の役（役満）として扱われる。
20世紀初頭の麻雀の歴史の初期からある役であり、アルシーアル麻雀の頃までは1翻役であった。

## 牌姿の例
（例）風牌の暗刻がある門前のケース
のシャンポン待ち。ここで、が連風牌であるケース、1翻の役牌（場風牌または自風牌）であるケース、オタ風であるケースが考えられる。この形で最も強力なのはが連風牌でで上がった場合で、役牌としての3翻がつく。逆にがオタ風でで上がった場合は役牌による翻数は得られない。
（例）一気通貫・役牌との複合
の三門張。で一気通貫が付く。
（例）平和との複合
待ち。雀頭がオタ風であれば、平和との複合も可能である。この例では一盃口も付いている。
（例）対々和・役牌との複合
対子が多ければ、鳴いていって対々和にすることもできる。1副露のこの牌姿では、ツモ和了することで三暗刻も付く。もしでツモ和了すれば倍満（8翻）となる。
（例）七対子との複合
点棒状況からどうしても跳満あるいは倍満を作りたい時、鳴ける牌をすべて見送ってメンホン七対子を狙うことがある。メンホン七対ならリーチをかけてちょうど跳満になる。さらにドラを含んでいれば倍満となり、無理矢理ドラ単騎のリーチをかけることもある。
（例）多門張のケース
牌の寄り次第で、メンチンなみの多門張になることもある。
この例は  の八門張。ここまで広くはならずとも、
の変則三門張（エントツ待ち）や、
の四門張などはざらにできる。
（例）バカホンのケース
待ちだが、ツモの場合、混一色のみの30符2翻で子2000点。ロンの場合かつ雀頭が翻牌でない場合、20符2翻で子1300点（食い平和の例の特例として30符とするルールを認めない場合）、これは混一色としては最低点である。
（例）風牌をポンしているケース
待ち。がダブ南であれば4翻、場風牌または自風牌であれば3翻となるが、客風牌では複合役のないバカホンの2翻となる。
（例）副露しており、多門張だが上がり牌によって複合役が異なるケース
待ちはの四門張。最高目はで一気通貫と役牌が付いて4翻となる。だと一気通貫のみが複合して3翻となる。残りのでは複合役のないバカホンの2翻となる（ツモれば符ハネするが）。
（例）メンチン一向聴のケース / 南1局の南家
単騎待ちだが、このままロン和了してもメンホンのみの40符3翻5200点止まりである（雀頭が翻牌の場合は、50符3翻6400点）。
萬子であれば次に何をツモってきてもメンチンの好形テンパイになる形なので、ここでに対してロンを掛けるかどうか、見逃して萬子引きを待つかどうかは、人それぞれ・状況次第である。
（例）緑一色になる待ちがあるケース
待ちはの三門張だが、特殊な混一色の聴牌の例で、で緑一色の役満となる。対しての場合は役としては混一色に役牌が複合するだけの3翻（符も考えれば符ハネがあるので40符3翻だが）となる。